# Malabar Missiebroeders
De Malabar Missiebroeders (MMB) is een congregatie van broeders van de Syro-Malabar-Katholieke Kerk in India.
De orde werd in 1948 gesticht in het aartsbisdom Trichur in Kerala en is intussen actief in 18 Indische bisdommen. Het doel van de orde is "evangeliseren door dienst in nederigheid" en de broeders staan in voor godsdienstonderwijs, zorg voor gehandicapte en criminele jongeren en bejaarden- en ziekenzorg.